# 超人力霸王納克斯
《超人力霸王納克斯》（日语：ウルトラマンネクサス），是由日本圓谷製作的《超人力霸王系列》特攝作品，於2004年（平成16年）10月2日至2005年6月25日期間每週六上午7時30分在CBC電視台、TBS電視台首播。

## 概要

### 特色
本作是自前作《超人力霸王高斯》完結兩年後推出的電視劇系列。該系列旨在擴大受眾年齡層，採用完全連續劇形式展開劇情，採用大河劇式的系列結構，並引入了許多新的設定，例如多個變身者的出現等。廣告代理商從之前的JR東日本企畫改為電通，節目製作局則從之前的每日放送改為CBC。這是圓谷制作公司首次擔任該系列的製作，同時該系列也首次選定於早晨播出。
本作為因應「ULTRA N PROJECT」計畫其中一部分所製作的電視劇，該計畫旨在重新塑造超人力霸王的概念。其中，電視劇的中心製作、播放電視台和代理商與電影《超人力霸王THE NEXT》為同一團隊，世界觀也被設定為《THE NEXT》的5年後。此事也在該劇的中途被揭示。此外，在雜誌文章等媒體中登場的「超人力霸王諾亞」也在該劇的結尾出現，明確表示了其世界觀的共同關聯。
在作品的世界觀中，出現了多個「可以變身成超人力霸王的人類＝適能者」，他們的交互更替也在作品中具體描繪出來。主標題中的「NEXUS（絆）」意指超人力霸王的力量可以傳承到下一任適能者。
作品的主人公是一名隸屬於保衛地球的防衛隊成員，但在最後一集之前，他一直是一個沒有特殊能力的普通人。與此同時，最出現登場的變身者在更換第二人之前並不屬於防衛隊，而是被贈予可以用作武器的物品，這些物品也在變身前有許多戰鬥的描寫，不同於之前的作品，這部作品中的防衛隊可以獨自擊敗怪獸，而不必借助超人力霸王的力量。這樣的描寫也在本作品之後持續增加。然而，由於超人力霸王並不是本作品的主角，因此在最初製作的第一話中刻意不讓超人力霸王登場，以激發觀眾的期待感。但在看過內部試映後，時任執行長圓谷英明說服製作人員進行妥協，最終超人力霸王以剪影的方式登場一幕。
此外，本作品以後，在拍攝改採用DVCPRO HD格式的VARICAM攝影方式，代替了長期使用的膠片拍攝方式，此外，本作品在製作過程中大量採用了電腦合成影像，以進行了許多新的嘗試。在《THE NEXT》及本作中，曾參與OVA《超時空要塞Zero》CGI製作的板野一郎也擔任了動作導演，為了技術傳承，他還指導了圓谷製作的CGI製作團隊進行輔助製作。這種製作體制一直沿用至2006年的《超人力霸王梅比斯》。

### 製作及商業失敗
本作品是超人力霸王系列作品中獨具特色的一部，它的故事情節比其他作品更加沉重、嚴肅。在籌備階段，曾經執導第一集的小中和哉和其他導演開會討論，並在會議記錄中寫道：「要以深夜31時半的感覺來製作。」這表示本劇將營造黑暗、嚴肅的氛圍，同時也參考了此時期播出的《平成假面騎士系列》、美國漫畫英雄等成年觀眾喜愛的超級英雄作品。在企劃初期，考慮到觀眾對象年齡從前作《高斯》開始提高，因此在最早期的企劃階段時並不是以專注於兒童觀眾為目標。同時，因連播出時間未確定，以及在同期製作的《超異象之謎 Dark Fantasy》具有深夜節目的調性下，節目因而開始進行製作的準備。
由於播放時間段的不同，以及當時嚴肅特攝作品的人氣略有下降，再加上本作的前期宣傳信息不多，節目的陰森晦澀的內容、連續劇式的故事結構以及新聞上投訴的恐怖要素和憂鬱展開等，無法引起兒童觀眾的共鳴，這也成為導演們在作品中執著敘事手法而忽視特效製作中必不可少的市場營銷的原因之一，導致節目商業失敗。在播映期間，劇中的部分場景曾引起了《朝日新聞》的批評，如「在主人公女友的房間裡掛滿了令人不安的畫作」、「一名女孩不僅被怪獸殺死了父母，還被迫與被怪獸控制的父母生活在一起」等，暴露該劇具有著不宜的暴力內容。
由於平成三部曲和《高斯》的收視率持續低迷和虧損，因製作上不得不在盈虧平衡上進行取捨，本作品的預算從傳統上超過3000萬日元的預算，在分配上減少到約1000萬日元，因此片中則出現諸如連續使用相同舞台佈景、在2至4話中持續使用一個怪獸、將現有怪獸的服裝剪切拼貼成新怪獸等處理方法。一口氣減少了城市街區等小型模型，並轉向使用CG動畫，這被認為與「系列世界觀相當不符」。儘管該劇在首播時取得了5%的收視率，但隨後迅速下降至2-3%甚至1%的收視率。觀眾率下降的原因主要被歸因該劇播出時間與以往不同，同時也於早上時間播出。隨著收視率下降，相關商品的銷售也不佳，2004年年底的商業排行中，許多玩具店都出現了銷售低迷的情況，因此，接下來的作品《馬克斯》進行了路線轉變，以「回歸原點」作為目標。
由於低收視率和銷售額不振，以及TBS系列星期六的7:30時段在過去播映的動畫《交响诗篇》和真人版《美少女戰士》未能在該時段取得預期的收視率，因此在2006年4月決定改為每日放送所製作的資訊節目，這對想要製作另一個作品的圓谷製作造成了困難。而接下來的作品《馬克斯》希望能夠和定期舉辦的太陽城超人力霸王祭聯動下，需要將新作品的播出時間調整到暑假期間，因此，原先預計全50話的計劃，最終被縮短為全37話。
因應集數縮短，擔任該劇集的製作人澀谷浩康秉持著「路線變更是對觀眾的背叛行為」的信念，沒有改變該作品最初制定的方向，堅持初衷。本作品的系列構成長谷川圭一表示，當決定縮短本作品的放送時間時，第四季的部分正處於村井貞之編劇和阿部雄一導演執導的拍攝前階段。長谷川在後來接受訪問時表示，當時他的方向性是要將他和小中千昭等人正在編寫的《女惡魔人》的劇本中的世界與《超人力霸王》的世界融合在一起：「在上一部作品《高斯》中，我們提出了保護怪獸的主題，但在此次，我們想並重新審視怪獸和超人力霸王，將其作為恐懼的對象，而不是情感的對象，並踏入超人力霸王的黑暗面。在《迪卡》中，曾描繪著人類的力量就是超人力霸王力量的觀念。這是在超人力霸王中成長的人的答案。不過在《納克斯》中，便想要描繪到達這一點所經歷的淨化過程。並展示一種偉大存在的精神，這個「存在」有能力將人們從世俗的生活中提升出來，甚至將某些角色從絕望中拯救出來。
在後來發行的DVD中，收錄了第29話的導演剪輯版，其中增加因應電視放送，因而將前後篇合併而大幅剪輯的場景。此外還收錄了被拍攝但未曾播出的第32話和第33話，將它們重新編輯成第31.5話「Episode.EX」。第32集的腳本原本是分為前後篇的，但此DVD將其合併為一集。最終集的內容是三集的內容匯總而成。

### 評價及人氣
儘管面臨商業上的失敗之一，但本作也吸引了對前所未有的新穎風格感興趣的粉絲，並且在受到偏好嚴格的觀眾在一定評價方面取得了成功。此外由於節目縮短的影響，後半季的發展變得更快速，消除了上述粉絲經常指出的發展緩慢的問題，預算也略微鬆動，在結局部分出現了利用小型模型描繪城市戰鬥的情節，同時由於變身者的交替，風格也變得較輕鬆。這些變化導致了一些人認為逆境反而成就了該節目，因而在播映結束後數次進行了重新評價。
尤其最終回原應該跨越4話的內容被合併成1話，內容上非常緊湊同時也回收了所有的伏筆，呈現了相當高的評價，並具體描繪了人們相信羈絆的訊息等主題。doa創作的OP主題曲《英雄》和《青い果実》被譽為是系列中最知名的歌曲之一。即使作品風格對商業方面造成了影響，玩具本身仍然獲得了一定的評價。
兒童文學作家田中彥在《奇妙孩子的故事 關於為何不再描繪成長》一書中談及到這部作品作為「時代故事」的地位，指出了主角和超人力霸王被設定為不同角色的「絆」的立場，與勇者不再是玩家自己的《勇者鬥惡龍系列》以及《Final Fantasy X》中提到的主角較遠的位置參與故事等反映時代性的遊戲系統相呼應，並對此評價道：「《納克斯》是一個現代的英雄故事，精確地反映了現在和未來的世界，包括現在的孩子和成年人。我們應該將其保留在記憶中。」對於收視率不佳的原因，他推測是「像《超人七號》一樣，犯了低估觀眾等級的錯誤」。
2022年，在NHK BS Premium所主辦的《超人力霸王大票選》中，「納克斯」在投票中被選為人氣英雄角色第八名。
2023年10月2日，圓谷官方則宣布於旗下平台「TSUBURAYA IMAGINATION」進行復播，僅在日本當地播映。

## 故事大綱
| THE NEXT（2004）        |  |
|                         |  |
| 姬矢篇（2009年）        |  |
|                         |  |
| 千樹篇（2010年）        |  |
|                         |  |
| 孤門篇·最終話（2010年） |  |
|                         |  |

故事發生在距現在不遠的未來，儘管人類所了解的世界看上去並未發生太大的變化，但是世界各地不斷傳來「異生獸」攻擊吞食人類致使人員傷亡報告的事件。
為了暗中解決這個問題，各國政府秘密聯合成立了世界性防衛組織“「Terrestrial Liberation Trust」（TLT，國際解放機構），其下日本支部則被稱為「TLT-J 」。而在TLT-J的第三基地中直屬特種機的作戰部隊就是「夜襲隊（Night Raider）」，他們的任務就是秘密消滅所有異生獸，而組織則會對所有目擊異生獸的倖存者消除記憶，已在黑暗中維護人類社會秩序。
隨著敵人異生獸的不斷學習和進化，導致擁有驕人戰績的夜襲隊間連陷入苦戰。但在此時，神秘的光之巨人「超人力霸王」登場並打破了這種僵局，
而作為超人力霸王納克斯的的適能者：姬矢准，利用相位的褶曲製造出屬於自己的戰鬥空間「美塔領域（Meta Field）」，並在變成巨人後將異生獸拉入這個與世隔絕的異空間進行戰鬥，在面對新型戰場環境下，TLT研發出的特殊科技戰機也能進入該空間內進行作戰。
一日，當山岳救助隊的孤門一輝，突然被命令分配到夜襲隊（Night Raider），並遇到姬矢准後，他便對自己任務及周圍環境產生疑問：
組織內究竟隱藏著怎樣的秘密？隊員們的過去又是如何？「超人力霸王」和異生獸的原形到底是什麼？這一切事件的根源又是如何。
孤門和姬矢在不知不覺中建立深厚的友誼，並一步步開始揭開這個世界中的謎底......

## 背景設定
年代
本作的時間線設定於2009年—2010年之間
前作《超人力霸王THE NEXT》則是發生在正劇前5年（2004年）。
公式外傳小説《再臨-ドリームス》則是發生在2012年。
適格者
適格者是本劇對超人力霸王人間體的另一種稱呼，他們都是繼承納克斯之光、擁有變身成超人力霸王能力的人。目前已出現的適能者共有六位。
當在遺蹟之夢能夠獲入遺跡深處的能力的人，則有成為適能者的資格。，若超人力霸王與適格者分離，適格者將不再擁有變為超人力霸王的能力，另外由於「適格者」屬於一種與超人力霸王高度融合的人間體，因此戰鬥中受重創可能導致人間體重傷甚至死亡，受傷虛弱的人間體也會導致超人力霸王的戰鬥力大幅下降。
24話中曾表示「從遠古時代開始至今，就有許多繼承光之巨人力量的人，他們雖然失去了重要的東西卻會拼命戰鬥下去。」結合諾亞具有跨越時空能力這一點可以推定，適能者幾乎是諾亞選中並一心同體化後的生命。在宇宙的時間線不斷繼承諾亞的光芒，化身成諾亞的不同形態與怪獸進行戰鬥，此外納克斯並不會干預適能者使用能力的目的，儘管是為了復仇而戰鬥。
當適能者發現了「活著」的意義。各自在最終決戰中為了保護所愛的人而戰鬥，或是面對死亡的恐懼時選擇「活」，發現自己戰鬥的真正意義的時候，光將會離開適能者。發揮著將「活下去」的希望傳遞給下一個適能者的接力棒的作用，得到了新的力量。結果，作為光的本身的超人力霸王，自己也許也能接近本來的樣貌「諾亞」。
另外，被黑暗扎基賜予了黑暗魔人的力量的人類，也被稱呼為「黑暗適能者」。
美塔領域（メタフィールド）
由青年形態的納克斯保護人類免遭異生獸襲擊而製造出來，而利用相位的褶曲而產生不連續亞空間，是屬於超人力霸王的戰鬥空間。
從現實世界無法進入且無法察覺，而在此空間，納克斯可以提升自己的能力並降低異生獸的能力但美塔領域的狀態是根據適能者的身體情況而發揮
通常只有三分鐘左右的時效，一旦適能者如果體力到了極限，那就無法維持美塔領域的存在。
另外黑暗魔人也有展開類似此亞空間的「黑暗領域（ダークフィールド）」，黑暗巨人和異生獸的實力將會倍增，而且使周圍產生電波障礙。
異生獸（スペースビースト）
本作首次登場的全新怪獸物種，是從宇宙來到地球的智慧生命體，它們的大小從正常人的大小到幾十公尺不等。
活動的時候發出一種特殊能源，能做到情報共享的「異生獸振動波」。以人類所抱有的情感恐懼為食，持有捕食人類和增殖的特性，
由於它們具有超強的生命力，因此能通過學習對手的能力逐漸進化成更強大的形態，又能促進異生獸因子的實體化，形成負面的連鎖反應。
在本劇中有大量的無辜受害者因被異生獸襲擊而殺害，但他們的存在對公眾來說是未知的，因此受害者的死亡原因也被記憶警察（MP）掩蓋，並被視為意外事件。
來訪者
是來自M80天蠍座球狀星團的「宇宙生命體」，過去曾在自己的星球構築起高度文明，但被異生獸襲擊的時候，從宇宙降臨的光之巨人「諾亞」拯救了危機。
由於無法拭去對於異生獸的恐懼感，不久便製造出以諾亞為原型的「黑暗扎基」，而導致後來具備自我意識扎基暴走，並令異生獸大量繁殖並進化。
最終他們為了摧毀扎基和異生獸炸毀了自己的母星，並捨棄了類人的身形化成光量子情報體在宇宙中散開。其中一部分族群則在正劇的1989年墜落在地球北美洲的沙漠地帶。
將事情告知給具有獨特超能力的「海本隼人」後，提供出自身擁有的科學技術給予人類，現則棲居在位於「自由堡壘」要塞的「Χ中微子實驗室」的水槽底部中。
普羅米修斯計劃（プロメテウス・プロジェクト）
TLT北美分支機構「Academy」制定的一項最高機密計劃。為了創造出能與來訪者交流的天才超能力者，以海本隼人的基因為原型的計劃。
其中「吉良澤優」和「千樹憐」也是該項目中的產物。
由於憐基因的意外缺陷和進度未能達到預期的結果，該計劃後來被放棄。
新宿大災害
在本傳發生五年前，因巨大隕石墜落在日本東京都的新宿地區而造成的巨大災難。
該場災難導致共有670人死亡。其中TLT-J國際解放機構日本支部的管理官「松永洋一郎」的妻子也因此事而喪生。
實際上，這並不是隕石造成的損害，而是地球上出現的第一個從宇宙來到地球的始祖異生獸「THE ONE」與超人力霸王THE NEXT的戰鬥下所造成的傷害。
事發後，TLT用比率和信息處理技術掩蓋了此事以抑制異生獸的發生，也使大眾以為此事只是巨大隕石墜落。
忘川
來訪者所開發的一種大型存儲器設備，模仿了超人力霸王的能源核心。別名「遺忘之海」。
只有來訪者才能對忘川進行操作，在抹去了五年前世界各地人們對《超人力霸王THE NEXT》事件的記憶之後，被存到第三基地「Χ中微子實驗室」的水槽底部中。
Χ中微子（χニュートリノ）
原本自然界的微中子有三種「味」：電微中子（νe）、緲微中子（νμ）以及濤微中子（ντ）。因「中微子振蕩」這一量子力學現象而呈現周期性的變化。
但天蠍座球狀星團的超新星爆炸而向地球飛來的中微子，卻與上述三種中微子擁有完全不同的特性，故被稱為「χ中微子」。
該中微子的質量龐大，且含有異生獸因子（或扎基的因子），極有可能對其它物質產生影響，異生獸便是由此誕生。

## 本作登場的超人力霸王

### 超人力霸王納克斯
本作登場的超人力霸王戰士，是來自宇宙，正體不明的神秘之光，在尚未有適能者的情況下以光的姿態存在於地球上，並讓所有人類作「遺跡之夢」來找尋能觸碰到石之翼的適能者，並通過和適能者們的接觸，賜予他們變身為超人力霸王的能力與異生獸戰鬥。該本劇中它被稱為「光之巨人」和「超人力霸王」，納克斯（Nexus）這個名稱僅在最終話提及過一次，而該名稱象徵著連結、羈絆的意義。
在最終話中，揭曉其是自古以來就一直保護著整個宇宙的和平的傳奇的傳說巨人「超人力霸王諾亞」的退化型態，根據不同雜誌的發展情況略有不同的《テレビマガジン特別編集 ウルトラマンネクサス&ウルトラマンマックス》和《ウルトラマンネクサス設定書》所設定，諾亞在過去曾拯救了M80天蠍座球狀星團的來訪者，但在戰役中能量完全損失而陷入沉睡。而因來訪者最後諾亞的型態製造了「黑暗扎基」，然而後來因懷疑自己的存在意義而擁有自我意識的扎基暴走，最終也隨即炸毀了來訪者的星球後甦醒，最終在另一個宇宙與扎基對決後最後的力量來封印扎基而遭到重創，最終被封印力量的扎基逃到了地球，而諾亞不得不以THE NEXT的不完全形態在宇宙行動。
- 適格者：真木舜一、姬矢準、千樹憐、西條凪、孤門一輝、橘小百合
- 身高：49公尺，可微縮化[26][24]
- 体重：40000噸，可微縮化
- 年龄：35萬歲以上[24]
- 活動時間：3分鐘

在設計圖中的名稱曾有「納特斯特」（ネクスト）的提案。

#### 變身器和道具
進化信徒（エボルトラスター）
能使適格者們變身為納克斯的道具，外形狀似短刃，平時收納在鞘裡，從鞘中拔出並高舉時會釋放大量光能源，令適能者在光芒的包圍中變身。
此外還有著感知探查的功能，當捕捉異生獸振動波時便會發出光芒閃爍警報。也有著可以張開屏障，將陷入危機的適能者轉移到其他場所的空間跳躍能力。
疾風射槍（ブラストショット）
適格者在變身前和異生獸戰鬥用的武器。是一種衝擊波動槍，當槍身伸展時可以發射出和異生獸振動波相殺，令小型異生獸被炸碎的「真空衝擊波動」。
當槍柄折曲下來呈手槍狀態時則可發出信號彈用於召喚飛行船「石之翼」。
石之翼（ストーンフリューゲル）
適格者使用的交通工具，受到召喚而飛來，通常安置於最初適格者夢境中的古代神殿遺跡內。是全長2米的異形石柩。
當適能者搭乘後會散發出虹色的光輝，並以7馬赫的最高速度飛行移動。
內部是容納適能者的亞空間，能保護適能者並為其療傷，也時常為適能者提供和納克斯本體進行心靈交流的空間。

#### 型態變化

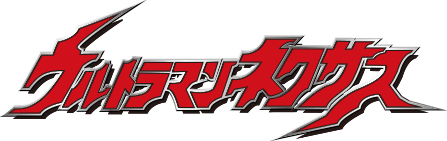
超人力霸王納克斯图标

幼年型態（アンファンス，Ultraman Nexus anphans）
適能者在變身為納克斯的基本形態，各個適能者變身的能力和戰鬥力都同等。形態以以銀色為代表，根據角色設計師丸山浩的原案顯示，該型態的原型為和式甲胄和裝束，眼部則參考圖坦卡蒙的面具。此外幼年形態也是適能者們都能變身的基本形態。。
幼年形態的軀體防禦力強，雙手裝備了名為「納克斯武裝/Armed Nexus 」的武器，配合自身腕力施展格鬥術，可以用側面的肘部切割刀切斷敵人，或者用單手或者雙手交叉擋住敵人的攻擊
能夠聚集和釋放能源，是以粒子刀刃為首的各種光線技能以及進行形態轉換的關鍵。胸部的能源核心和歷代系列的「彩色計時器」一樣，會在能源損耗、活動時間接近界限時，發出閃爍的紅光來進行警報。
名稱的由來是法語的「enfance」，具有童年、早期的含義。。設計圖中曾有「幼體模式」的名稱提案。
紅色青年型態（ジュネッス，Ultraman Nexus junis）
首次由姬矢準變身，幼年形態經過釋放能量進行二段變身後的姿態，有著高超的戰鬥能力，在力量、速度以及戰鬥力都得到了大幅度的提升。
設計原型為上級武士著裝的禮服、裃和服裙，身體上衍生出鎧甲一樣的板狀物，使防禦力進一步提高。擅長使用強有力的堅實戰法擊倒對手。
最大的特點是能在戰鬥中展開「美塔領域」，一面可以防止給外面的世界造成損害，另一方面可以更大限度地發揮本來的力量來戰鬥，在胸部的能源核心上則形成了核心計測器，然而在美塔領域內戰鬥的話，有三分鐘的時間限制。在遇到生命危險或者衰弱的時候能源核心也會閃爍。
名稱的由來是法語的「junis」，具有成熟、成年的含義。。
藍色青年型態（ジュネッスブルー，Ultraman Nexus junis blue）
首次由千樹憐變身，幼年形態經過釋放能量進行二段變身後的姿態，形狀和姬矢準的青年形態相同，但體色為藍色與白色，細節條紋也大不同。
擅長以極快的速度移動作戰的格鬥技巧，也有著豐富多樣的光線技能，右手的納克斯武裝則是進化成「弓箭納克斯武裝/Arrow Armed Nexus」，能施展弓箭光束與風暴之劍等必殺技。
在設計圖的提案階段曾有取為「zwei」名稱的提案，在初稿階段長谷川曾不喜歡該型態的設計，後在在第二稿中加入較有時尚紋身般的圖像。此外也曾有以橙色作為主調的提案。肩部背面的放射狀盔甲是參考《宇宙戰艦大和號》的波動砲造型形象。

#### 超人力霸王諾亞
是超人力霸王納克斯原本的樣貌。被譽為是全宇宙中「傳說的巨人」「救世主」之背上有一對類似於天使的廣闊的翅膀不同，翼尖是倒著向上，且伸縮自在的「諾亞之翼（ノアイージス）」，擁有穿越平行時空的能力，是在設定中最強大的超人力霸王，在劇中並未被稱呼。
外形設計和歷代登場的超人戰士相差甚遠，是全身散發出神秘性和獨特性的銀白，除了胸前的V型紅色能量核心之外並無沒有其餘顏色，皮套則沿用了如同鍍金一般的塗料製作。。由於能量無限故沒有時間限制。
在本劇的世界觀中，在2004年因追擊第一個從宇宙來到地球的始祖異生獸「THE ONE」而來到地球上，並藉助真木舜一的身軀來戰鬥，但最後則將自己的光留在地球上，為了應對異生獸的復活，尋求能繼承自己光芒共同戰鬥的「適格者」，便以夢的形式向全人類發出訊息。由於在這段期間提高了對地球的適應性，因此THE NEXT則進化成納克斯外觀，與當初的樣貌有所不同。
在本劇最終話透過孤門將自己的信念使納克斯的力量全部發揮出來而解放原初的力量，並擊敗了「黑暗扎基」。
- 適格者：孤門一輝（最終話）
- 身高：50公尺（含諾亞之翼全高55米），可微縮化
- 体重：55000噸，可微縮化
- 年龄：35萬歲以上
- 飛行速度：測定不能
- 走行速度：27馬赫
- 跳躍力：1萬公尺
- 水中速度：17馬赫
- 地中速度：15馬赫

在電影《赛罗·奥特曼 THE MOVIE 超决战！贝利亚银河帝国》中曾透露諾亞的一些背景故事，諾亞在太古時期為了守護宇宙，曾經以自己的力量打造了神器「帕拉吉之盾」（バラージの盾）。但是要想召喚它必須用眾人內心的光芒化作一道道光束的時候，帕拉吉之盾就會出現。最終在戰役時諾亞現身在瀕死階段的超人力霸王傑洛的精神世界，並給饋贈此物給一臂之力。

### 在其他作品的登場
《超人力霸王X》:第20話
電影
- 《赛罗·奥特曼 THE MOVIE 超决战！贝利亚银河帝国》（2010年，諾亞型態）
- 《超人力霸王銀河S:決戰！超人10勇士！》（2015年）
- 《超人X大電影 我們的超人來了》（2016年）

網路影集
- 《超級銀河格鬥 命運的衝突》(2022年)

## 本作登場的防衛組織

### T.L.T
國際解放機構（TLT）
全名「Terrestrial Liberation Trust」是人類政府秘密聯合成立的國際非公開防衛軍事機關。總部設置在北美洲，以發現、調查、研究、消滅謎異生獸作為為主要目的。

### 自由堡壘
TLT日本支部「TLT-J」的總部，而日本支部核心代表是位於關東地區的某水庫（取景地點為神奈川縣的宮瀨水壩）下的「TLT-J」第三基地，其水庫後深水中設有擔負核心作用的軍事基地「自由堡壘」該設施擁有515名員工。
水庫大壩上安置有3個“鉻金切斯特戰機”起飛發射艙門。整所基地為日本自衛隊支持所造。

#### 反生化武器處理部門（ABWD）
全名「Anti-chemical and Biological Weapons Disposal department」主要擔當對被TLT作戰部隊消滅後異生獸殘留細胞的回收清理和分析研究等後續工作的生化部門。
有時也進行對特別指定存活目標的機密捕獲或觀察監視。其中TLT初期戰力形成全靠反生化武器處理部門對異生獸的分析情報才造就出現在的反異生獸武器。

#### 普通部隊
捍衛自由堡壘的軍事成員。

### 夜襲隊
夜襲隊（Night Raider）
正式名稱為「TLT-J戦略特殊任務班」，簡稱“NR”，是「TLT-J」上層管理人員從警察、醫學或者科研等方面單位中所選出的精英人物組成的特殊作戰班，成員共五人。
依靠「夜視熱成像生化頭盔」、「大型離子分離槍迪外特」、「鉻金切斯特系列戰機」等專用器械，秘密地將異生獸消滅掉。其自誕生以來出擊任務則有424件（包含地面作戰）。
另外原案裡曾有第二支夜襲隊的設定，原本是劇情大幅度地繼續拓展下去，該支夜襲隊便是替代原夜襲隊而出場。可惜由於劇集短縮的緣故而廢棄。

### 記憶警察（MP）
全名「Memory Police」，是由“TLT”從警察、諜報或者情報單位中挑選出的精英人員組成的部門。
其利用“忘川”的能力消除人們對超人力霸王以及異生獸的相關記憶，在黑暗中維護人類社會秩序，保持人類社會穩定。
最終話人們恢復了「新宿大災害」時的記憶，TLT最終做出了解散記憶警察部門，將其重組為「秩序警察」的決定，在光明的映照下維護人類社會秩序。

## 黑暗魔人
作為貫穿全系列的敵役角色，其外貌與超人力霸王極為相似。也有人與超人力霸王能夠一樣變身的適格者（黑暗天適格者）另外，除了與超人力霸王的波長相反外，作品中並沒有明確說明黑暗巨人是什麼存在。因此在劇中也被稱為暗黑巨人。

### 黑暗扎基
原文： / （Dark Zagi）
本劇最終的敵役角色，被稱為「邪惡的黑暗與毀滅之神」，是全身漆黑，令人感受不到任何光芒，在吉良泽优腦海中預見的暗黑破壞神。
經歷
根據不同雜誌的發展情況略有不同的《テレビマガジン特別編集 ウルトラマンネクサス&ウルトラマンマックス》和《ウルトラマンネクサス設定書》所設定，過去是M80天蠍座球狀星雲的「來訪者」為了對抗異生獸而利用諾亞的形貌打造的終極兵器。然而在消滅異生獸的過程中開始懷疑自己的存在意義漸漸有了自我意識，在意識到自己只是「光之巨人的偽造品」後暴走，並開始繁殖異生獸而試圖消滅自己的原型諾亞。最終來訪者發動了超新星爆炸後與甦醒的諾亞對決，最後卻被諾亞壓制了力量，而造成扎基返回原屬的宇宙等待復甦契機。
在《納克斯》的登場
是劇中所有事件的元兇，在1991年於美國科羅拉多州以憑依能力強行附身了研究員「山岡一」，並且連山岡一的思想也被控制，進而殺害了原先在進行研究異生獸的西條夫妻，也就是18年前殺害西條凪雙親的元兇。之後篡改了山岡一的所有相關資料，給自己取名為「石堀光彥」（由於被黑暗扎基附身所以十八年以來山岡一的身體未曾老化）之姿混入TLT組織，長年密謀、逐步建構牠的復活之道。在此期間也製造了黑暗浮士德和黑暗梅菲斯特以及黑暗梅菲斯特二世。在最終話趁忘川優勢減降之際誘導西條凪的憎恨情緒，將「來訪者」的光芒成功轉移為黑暗能力使扎基完全復甦，並讓所有的異生獸因子全部活性化，使世界各地陷入了災難。
最終則是在孤門得到傳承之光後，變身成納克斯與黑暗扎基決戰，最終在歷代適能者和人們的激勵下使孤門進化為諾亞，以壓倒性的實力碾壓黑暗扎基後，最終扎基在諾亞的光線下被消滅，化作宇宙的塵埃。
在過去的原案中黑暗扎基並非來訪者製造的兵器，而是與諾亞一體兩面的存在，在劇集中也是由西條凪墜入黑暗變身而成，名字ZAGI即是由西條副隊長的名字NAGI的N顛倒而來。此外扎基的名字是由胡夫金字塔的讀音反轉而來。
- 適格者：石堀光彥
- 身高：50公尺[55][50][56][57]
- 体重：55000噸[55][50][56][57]
- 出生：M80天蠍座球狀星雲
- 飛行速度：測定不能
- 走行速度：27馬赫
- 跳躍力：1萬公尺
- 水中速度：17馬赫
- 地中速度：15馬赫

### 黑暗浮士德
原文： / （Dark Faust）
黑暗扎基（石堀光彥）為了不斷挑戰並強化納克斯力量而製造的，自稱「自己是超人力霸王的影子，吞噬光明的無止境的黑暗」的黑暗巨人，擁有與納克斯青年形態相同的戰鬥力。胸口的計時器和納克斯的「核心計時器」有相同的功能，平時是黑色狀態，在受到重傷就會變為紅色並閃爍警報。不過和超人力霸王，若是變身成黑暗巨人後所受的傷，那麼在變身解除後也殘存在適能者身上。
真身為孤門的情人齋田莉子。過去在與孤門相遇後便被溝呂木真也殺害。溝呂木被認為是「他操縱的人偶」，能夠在無意識的時候變身成浮士德和納克斯戰鬥。第12話中黑暗浮士德與納克斯戰鬥時占上風，正當他吸取納克斯的能量之際，被身處於黑暗領域的孤門的呼喊吸引，恢復了莉子意識，最後在为了保护孤门而重傷後變回人形，並以光的形式消失了。
名字浮士德取來自歌德的文學作品《浮士德》。在初稿A的設計主題為小丑，初稿B的設計主題則是70年代的嬉皮，]]，顏色計時器則是超人力霸王傑斯計時器的倒置版本。
儘管聲音和外表都相當男性化，但浮士德在雜誌上被確認為女性。此外她從未被直呼全名，只有自身、姬矢和夜襲者稱呼他為浮士德。
- 適格者：齋田莉子
- 製作者：黑暗扎基（石堀光彥）
- 身高：48公尺，可微縮化[58][50][56][57]
- 体重：32000噸，可微縮化

### 黑暗梅菲斯特
原文： / （Dark Mephisto）
繼浮士德之後出現在納克斯面前的暗黑巨人。是黑暗扎基（石堀光彥）為了不斷挑戰並強化納克斯力量而製造的暗黑巨人。同時也是暗黑浮士德的控制者，從夠從雙手手腕的梅菲斯特腕部發射各種各樣的光線技能遠程射擊敵人，光線技能的威力超越納克斯的光線技能，也擅長近身格鬥戰。
擁有凌駕於黑暗浮士德之上的戰鬥力，整體實力與納克斯互角以上。與溝呂木合體的時候自稱是「理想的自己」，並經常使用各種手段，不斷折磨已經遍體鱗傷的納克斯。企圖奪取納克斯的光使自己更強進而支配世界。在第24話與姬矢的最後一戰中，被納克斯逐漸壓制，最後被納克斯徹底打敗。
在第33話再次登場的時候，取回人心的溝呂木用意志力吸收周圍的光進行變身成為黑暗梅菲斯特。以「正役」的立場與納克斯並肩作戰，但於此次戰役中重創後，要求納克斯攻擊自己和黑暗梅菲斯特二代。最終被納克斯的弓箭光線·風暴的攻擊波及而消失，溝呂木也以人類的姿態死於西條的懷中。
名字梅菲斯取來自歌德的文學作品《浮士德》的角色：梅菲斯托費勒斯。其設計主題採用死神、惡魔、骷髏，背骨被設計成肋骨狀，頭部的設計是替代浮士德的設計方案。
- 製作者：黑暗扎基（石堀光彥）
- 身高：50公尺，可微縮化
- 体重：50000噸，可微縮化

#### 黑暗梅菲斯特二代
原文： / （Dark Mephisto II）
黑暗扎基（石堀光彥）為了不斷挑戰並強化納克斯力量而製造的暗黑魔人。和溝呂木變身的黑暗梅菲斯特有相同的能力，實力在納克斯藍色青年形態和黑暗梅菲斯特第一代之上，但缺乏實際戰鬥的經驗。欲將納克斯的光能量吸收殆盡，但被黑暗梅菲斯特所牽制，最後遭到納克斯的弓箭光束·風暴擊殺，作為黑暗適能者的三澤廣之也一同被消滅。
- 適格者：三澤廣之
- 製作者：黑暗扎基（石堀光彥）
- 身高：50公尺，可微縮化
- 体重：50000噸，可微縮化
- 聲優：竹内義人

### 其他
黑暗路西法（ダークルシフェル）
本劇原案最終的最終敵役角色，是由黑暗浮士德、黑暗梅菲斯特、黑暗扎基融合後形成的異生獸型巨人。其特點為酷似扎基的外表，還有脖子左右兩側分別為黑暗浮士德以及黑暗梅菲斯特的頭部，在設計圖邊上的介紹文字中則明確記載著“身體各處融入THE ONE異生獸要素。
然而因TV版收視率低下，在劇情都大大更改下路西法的設定則被刪除。最終則是於TV版DVD附贈的續集小說『再臨-ドリームス-』中登場。與孤門一輝和西條凪聯合變身而成的諾亞戰鬥。路西法的名字是由基督教與猶太教名詞，代表七原罪的傲慢之罪的同名詞彙而來。
後年的影響
在《超人力霸王傳奇》的企劃階段，曾在決定稿設定其為黑幕角色。。
在《超人力霸王銀河》に登場的黑暗路基艾尔，其角色設計是受到黑暗路西法的要素影響。。

## 主要演員名單
主演
- 孤門一輝：川久保拓司
- 西條凪：佐藤康惠
- 平木詩織：五藤圭子（日语：五藤圭子）
- 石堀光彦：加藤厚成（日语：加藤厚成）
- 和倉英輔：石橋保（日语：石橋保）

準主演
- 姫矢准：桐島優介（日语：桐島優介）（1-24話、37話）
- 溝呂木眞也：俊藤光利（日语：俊藤光利）（1-24,29,33話）
- 千樹憐：内山真人（26話-37話）
- 齋田莉子：中丸紫苑（1-16話、37話）
- 吉良澤優：田中伸彦（日语：田中伸彦）
- 松永要一郎：堀内正美（日语：堀内正美）
- 首藤沙耶：日高ひとみ
- 野々宮瑞生：宮下友美（26話-36話）
- 賽拉：田中舞
- 根来甚蔵：大河内浩（日语：大河内浩）
- 佐久田恵：川嶋朋子（日语：川嶋朋子）
- 三澤廣之：竹内義人
- 針巣直市：菊地英一（日语：きくち英一）
- 尾白高志：鈴木圭
- 東鄉：佐原健二
- 海本隼人：北岡久貴（日语：北岡龍貴）
- TLT-J幹部：本田清澄（小柳）、鹿出俊之輔（日语：鹿出俊之輔）（相馬）
- MP：KONTA（日语：KONTA）、吉成俊昭
- INN播音員：小林千佳
- 孤門一輝（少年時代）：田中友也
- 西條凪（少女時代）：中原知南（日语：中原知南）

客演
- 深見分隊長：麻生潤也（日语：麻生潤也）（Episode.01）
- 救援隊員：足立学、堀口敬巧（日语：堀口敬巧）（Episode.01）
- 井畑正：大竹浩一（日语：大竹浩一）（Episode.01）
- 卡車司機：河田啓悟（Episode.01）
- 巴士乘客：原武昭彦（日语：原武昭彦）（Episode.01）
- 主播：吉川まりな（Episode.01）
- 防護服男：今村公一、川倉けいぞう（日语：川倉けいぞう）、横田エイジ（日语：横田エイジ）（Episode.01・21・22）
- 松永的部下：市川寿充、宇賀神明広（Episode.01）
- 啤酒廠員工：顔田顔彦（日语：顔田顔彦）（Episode02・03）、少路勇介（日语：少路勇介）（佐藤）（Episode.02）
- 警備員：辻本晃良（日语：辻本晃良）（Episode.02・03）
- VAS服務播音員：菊地一浩（日语：菊地一浩）（Episode.02）
- 被異生獸襲擊的青年：前田益弘、山形裕平（Episode.02）
- 被異生獸襲擊的青年（女）：酒井亞美（Episode.02）
- 主播：吉田浩二（Episode.03・7・17）
- 目撃者：薬師寺順（日语：薬師寺順）（Episode.03）
- 受害者：佐藤祐一（日语：佐藤祐一）（Episode.03）
- 自動車的青年：杉顕志郎、比企しのぶ、三戸部貴彦（日语：三戸部貴彦）（Episode.03）
- 警官：牟田浩二（日语：牟田浩二）（Episode.04）
- 齋田：山口眞司（日语：山口眞司）（Episode.04・11・12）
- 齋田典子：元井須美子（日语：元井須美子）（Episode.04・11・12）
- 齋田隆：水野真吾（Episode.04・11・12）
- 警官：井上智之（日语：井上智之）、山﨑秀樹（日语：山﨑秀樹）（Episode.05）
- 自動車的情侶：諏訪田寛幸、小笠原亞里沙（Episode.05）
- 駐車場的情侶：アミオオオスギ（Episode.05）
- 少女：光永彩奈（Episode.05）
- 警備員：恵有一（Episode.06）
- 杉山里奈：山田夏海（Episode.07・08）
- 里奈的母親：大田沙也加（日语：大田沙也加）（Episode.07・08）
- 警官：赤間浩一（日语：赤間浩一）、小林元樹（日语：小林元樹）（Episode.07）
- 被異生獸襲擊的少年：大川敦司、高橋和喜（Episode.07）
- 遭遇異生獸襲擊的目擊者：小川隆市（日语：小川隆市）（Episode.08）
- 不法投棄業者：斉木隆行、新保徹夫、山崎崇史（日语：山崎崇史）（Episode.09）
- 看護婦：松本明子（日语：松本明子）（Episode.10）
- 叔叔：阿部能丸（日语：阿部能丸）（Episode.12）
- 山邑薫：中野勇士（日语：中野勇士）（Episode.13・14・29）
- 山邑理子：小池彩夢（Episode.13・14・29）
- 山邑博：飛鳥信（日语：飛鳥信）（Episode.13・14・29）
- 山邑涼子：岡本さと子（Episode.13・14・29）
- 獸人：猪川大輔、金澤ゆかり（日语：金澤ゆかり）、櫻井暦、下川真矢（日语：下川真矢）（Episode.17）
- 保呂草：林泰文（日语：林泰文）（Episode.19・20）
- 潤平：片山雅彦（日语：片山雅彦）（Episode.19・20）
- 七夏：吉井怜（Episode.19・20）
- 大學生：大野俊亮（日语：大野俊亮）（Episode.19）
- 山田太一郎：斉藤暁（日语：斉藤暁）（Episode.21—23）
- 青野康：佐藤亮太（日语：佐藤亮太）（Episode.21—23）
- 廣川武雄：野仲功（日语：野仲イサオ）（Episode.21—23）
- TLT医師：藤田宗久（日语：藤田宗久）、石井英明（日语：石井英明）（Episode.21・22・35）
- 毎朝日報編輯長：田村三郎（Episode.21・22）
- MP：関根裕介（日语：関根裕介）、依田真一（Episode.21）
- 修理工：江藤大我（日语：江藤大我）、中山圭大（Episode.22）
- 作業員：藤田信宏、伊藤孔一、鈴木佑治（日语：鈴木佑治 (声優)）、黒木誉士（Episode.22・23）
- 作業員：阿部満、中村龍介（日语：中村龍介）（Episode.22）
- 遊樂園遊客：斎藤夏子、吉川まりな（Episode.26）
- 作業員：石村浩平（Episode.26）
- 購買冰淇淋的女孩：渡邉ひかる（Episode.26）
- 天文觀測者：佐々木俊男、松本誠（Episode.28）
- 山邑理美：田島穂奈美（日语：田島穂奈美）（Episode.29）
- 露營青年：大堀賢治（Episode.29）
- TLT隊員：荒井仁明、猪川大輔、柏谷佳五、加藤尚之、狩谷守、谷口洋行（日语：谷口洋行）、外島孝一（日语：外島孝一）、永田朋裕（日语：永田朋裕）、樋口玲（Episode.32）
- 松永葉月：杉咲侑果（日语：杉咲侑果）（Episode.33・34）
- 水原沙羅：遠山景織子（日语：遠山景織子）（Episode.33・34）
- 群衆：鎌田直、北村隆幸（日语：北村隆幸）（Episode.33）
- 松永的妻子：真山あかね（Episode.33）
- 孩子：醍醐侃幸（Episode.33）
- 真木舜一（沙羅的回想）：別所哲也（日语：別所哲也）（Episode.34）
- TLT女性職員：大谷美貴（Final Episode）
- 海本隼人（少年時代）：松川真之介（Final Episode)
- 少年：村石麿由登（Final Episode）
- 群眾：小中和哉（日语：小中和哉）（Final Episode）
- 高槻茂樹：影丸茂樹（日语：影丸茂樹）（Episode.EX）
- 表秋子：宮本えりか（Episode.EX）
- 清潔工：松美里杷（日语：ふくまつみ）（Episode.EX）

聲演
- 超人力霸王納克斯・超人力霸王諾亞：增谷康紀
- 黑暗浮士德：稻田徹
- TLT廣播：寺瀬今日子（日语：寺瀬今日子）
- 孤門一輝的母親：多岐川麻梨子（日语：多岐川まり子）（Episode.13）
- 旁白：二又一成（Episode.26）
- 討論異生獸的人：小幡誠（日语：小幡誠）、國立幸、小材優貴（Episode.26）

戲服演員
- 超人力霸王納克斯、超人力霸王諾亞：寺井大介（日语：寺井大介）
- 超人力霸王納克斯、黑暗浮士德、黑暗梅菲斯特、黑暗扎基：岩田榮慶（日语：岩田栄慶）
- 黑暗浮士德、黑暗梅菲斯特二代：山本諭（日语：山本諭）
- 異生獸：永田朋裕（日语：永田朋裕）、横尾和則（日语：横尾和則）、田邊信彦、相馬絢也

## 播放列表
以下時間以當地時間（日本時間）為準：
| 日本首播        | 集數   | 標題                       | 登場怪獸・宇宙人                                   | 編劇         | 導演     | 特攝導演 |
| --------------- | ------ | -------------------------- | -------------------------------------------------- | ------------ | -------- | -------- |
| 2004/10/02      | 1      | 夜襲 -Night Raider-        | 佩德隆（クライン）                                 | 長谷川圭一   | 小中和哉 | 菊地雄一 |
| 2004/10/09      | 2      | 異生獸 -Space Beast-       | 佩德隆（グロース）                                 | 長谷川圭一   | 小中和哉 | 菊地雄一 |
| 2004/10/16      | 3      | 巨人 -Ultraman-            | 佩德隆 （クライン、グロース、フリーゲン）          | 長谷川圭一   | 根本實樹 | 菊地雄一 |
| 2004/10/23      | 4      | 亞空間 -Meta Field-        | 佩德隆 （クライン、グロース、フリーゲン）          | 長谷川圭一   | 根本實樹 | 菊地雄一 |
| 2004/10/30      | 5      | 適能者 -Dunamist-          | ビーセクタ バグバズン                              | 荒木憲一     | 北浦嗣巳 | 北浦嗣巳 |
| 2004/11/06      | 6      | 遺跡 -Relic-               | バグバズン ガルベロス                              | 荒木憲一     | 北浦嗣巳 | 北浦嗣巳 |
| 2004/11/13      | 7      | 魔人 -Faust-               | 黑暗浮士德 バグバズン                              | 長谷川圭一   | 北浦嗣巳 | 根本實樹 |
| 2004/11/20      | 8      | M・P -Memory Police-       | 黑暗浮士德 バグバズン                              | 長谷川圭一   | 北浦嗣巳 | 根本實樹 |
| 2004/11/27      | 9      | 警告 -Warning-             | 黑暗浮士德 ラフレイア                              | 赤星政尚     | 菊地雄一 | 阿部雄一 |
| 2004/12/04      | 10     | 突入 -Strike Formation-    | 黑暗浮士德 ラフレイア                              | 赤星政尚     | 菊地雄一 | 阿部雄一 |
| 2004/12/11      | 11     | 人形 -Marionette-          | 黑暗浮士德 ノスフェル                              | 長谷川圭一   | 小中和哉 | 小中和哉 |
| 2004/12/18      | 12     | 別離 -Lost Soul-           | 黑暗浮士德 ペドレオン（孤門の幻覚） ノスフェル     | 長谷川圭一   | 小中和哉 | 小中和哉 |
| 2004/12/25      | 13     | 預知者 -Illustrator -      | ノスフェル                                         | 村井さだゆき | 菊地雄一 | 根本實樹 |
| 2005/01/08      | 14     | 悪魔 -Mephisto-            | 黑暗梅菲斯特 ノスフェル                            | 村井さだゆき | 菊地雄一 | 根本實樹 |
| 2005/01/15      | 15     | 悪夢 -Nightmare-           | 黑暗梅菲斯特 ノスフェル                            | 荒木憲一     | 北浦嗣巳 | 北浦嗣巳 |
| 2005/01/22      | 16     | 迷路 -Labyrinth-           | 黑暗梅菲斯特 ノスフェル                            | 荒木憲一     | 北浦嗣巳 | 北浦嗣巳 |
| 2005/01/29      | 17     | 闇 -Darkness-              | ガルベロス                                         | 長谷川圭一   | 八木毅   | 八木毅   |
| 2005/02/05      | 18     | 啟示録 -Apocalypse-        | ガルベロス アラクネア フログロス                   | 長谷川圭一   | 八木毅   | 八木毅   |
| 2005/02/12      | 19     | 要撃戦 -Cross Phase Trap - | ゴルゴレム                                         | 赤星政尚     | 菊地雄一 | 阿部雄一 |
| 2005/02/19      | 20     | 追撃 -Chrome Chestero-     | ゴルゴレム                                         | 赤星政尚     | 菊地雄一 | 阿部雄一 |
| 2005/02/26      | 21     | 受難 -Sacrifice-           | ゴルゴレム                                         | 村井さだゆき | 菊地雄一 | 根本實樹 |
| 2005/03/05      | 22     | 安息 -Cure-                | クトゥーラ                                         | 村井さだゆき | 菊地雄一 | 根本實樹 |
| 2005/03/12      | 23     | 宿命 -Satisfaction-        | クトゥーラ                                         | 長谷川圭一   | 北浦嗣巳 | 北浦嗣巳 |
| 2005/03/19      | 24     | 英雄 -Hero-                | 黑暗梅菲斯特 クトゥーラ                            | 長谷川圭一   | 北浦嗣巳 | 北浦嗣巳 |
| 2005/03/26      | 25     | 預兆 -Prophecy -           | グランテラ                                         | 長谷川圭一   | 北浦嗣巳 | 北浦嗣巳 |
| 2005/04/02      | 26     | 憐 -The Third-             | グランテラ                                         | 太田愛       | 小中和哉 | 小中和哉 |
| 2005/04/16      | 27     | 祈禱 -Prayer-              | グランテラ                                         | 太田愛       | 小中和哉 | 小中和哉 |
| 2005/04/23      | 28     | 再會 -Reunion-             | グランテラ                                         | 太田愛       | 小中和哉 | 小中和哉 |
| 2005/04/30      | 29     | 幽聲 -Calling-             | バンピーラ                                         | 村井さだゆき | 菊地雄一 | 根本實樹 |
| 2005/05/07      | 30     | 監視者 -Watcher-           | リザリアス                                         | 太田愛       | 八木毅   | 八木毅   |
| 2005/05/14      | 31     | 鳥 -Bird-                  | リザリアスグローラー                               | 太田愛       | 八木毅   | 八木毅   |
| EX （第31.5話） | 未放映 | 詩織 -Lost Memory-         | バグバズンブルード バグバズングローラー アラクネア | 赤星政尚     | 北浦嗣巳 | 北浦嗣巳 |
| 2005/05/21      | 32     | 影 -Unknown Hand-          | 黑暗梅菲斯特 黑暗梅菲斯特II                        | 長谷川圭一   | 菊地雄一 | 小原直樹 |
| 2005/05/28      | 33     | 忘却 -A.D.2004-            | メガフラシ 黑暗扎基                                | 村井さだゆき | 菊地雄一 | 北浦嗣巳 |
| 2005/06/04      | 34     | 封鎖 -A.D.2009-            | メガフラシ 黑暗扎基                                | 赤星政尚     | 菊地雄一 | 北浦嗣巳 |
| 2005/06/11      | 35     | 反亂 -Revolt-              | メガフラシ ガルベロス（二体目） 黑暗扎基           | 太田愛       | 菊地雄一 | 阿部雄一 |
| 2005/06/18      | 36     | 決戦 -Farewell-            | イズマエル                                         | 太田愛       | 菊地雄一 | 阿部雄一 |
| 2005/06/25      | 37     | 絆 -Nexus-                 | ペドレオン（フリーゲン）（二体目） 黑暗扎基        | 長谷川圭一   | 菊地雄一 | 阿部雄一 |

## 音樂
因為主題曲CD和原聲專輯是由不同的唱片公司發行的，所以主題曲不包含在原聲專輯中。

### 片頭曲
「英雄」（Episode.01—25・Final Episode）
作詞・作曲・編曲：徳永暁人 / 歌：doa
該歌曲則作為Final Episode的片尾曲使用，並播映至Episode.01開始的劇中影像。 是平成超人力霸王系列首次將片頭曲移放到片尾曲播映的案例。
「青い果実」（Episode.26—36・Episode.EX）
作詞・作曲・編曲：吉本大樹 / 歌：doa
原定衡接孤門篇階段的發展，會更改OP的部分畫面，但最終後半部播出時間縮短的因素，素材一直沒有使用。最終僅有在書中刊登幾張照片，並未有任何的影片畫面流出。
-
「我們的超人」（香港無綫電視版本）
作詞：黃仲凱 / 作曲：李漢文 / 歌：古巨基

### 片尾曲
「いつも心に太陽を」（Episode.01—13）
作詞・作曲：三枝夕夏 / 編曲：小澤正澄 / 歌：三枝夕夏 IN db
「飛び立てない私にあなたが翼をくれた」（Episode.14 - 25）
作詞：三枝夕夏 / 作曲：大野愛果 / 編曲：小澤正澄 / 歌：三枝夕夏 IN db
「赤く熱い鼓動」（Episode.26—36・Episode.EX）
歌・作詞：愛内里菜/ 作曲：綿貫正顕 / 編曲：小澤正澄

### 形象歌曲
「Fight the Future 〜ウルトラマンネクサスのテーマ〜」
作詞：松井五郎 / 作曲：川井憲次 / 編曲：籠島裕昌 / 歌：Project DMM
「光の絆」
作詞：KATSUMI / 作曲・編曲：大門一也 / 歌：Project DMM
「NOA 奇跡をその手に」
作詞、作曲：円谷一美 / 編曲：大門一也 / 歌：Project DMM
「NOA Nostargia」
作詞、作曲、編曲：円谷一美 / 歌：Project DMM

### 背景音樂
由最初負責超人力霸王系列的川井憲次作曲。以具有速度感的動作聲，和深沉、深沉、嚴肅的音樂為特色。並在本作播畢後發行了兩首原聲帶“VOL.1”和“VOL.2”。 與平成超人力霸王系列 (TV) 的配樂不同，所有歌曲都在每個軌道上一首一首錄製。

## 製作團隊
- 監修：圓谷一夫（日语：圓谷一夫）
- 製作：円谷英明（日语：円谷英明）（—Episode.28）
- 製作統括：円谷昌弘（日语：円谷昌弘）（—Episode.13）、大岡新一（日语：大岡新一）
- 企劃：加藤直次（CBC）、江藤直行、白石統一郎
- 製作人：岡﨑剛之（CBC）、澀谷浩康（円谷プロ）、山西太平（電通）
- 電視製作人：小山信行
- 音楽製作人：玉川静
- 音楽：川井憲次
- 系列構成：長谷川圭一
- 編劇：長谷川圭一、荒木憲一（日语：荒木憲一）、赤星政尚、村井貞之、太田愛（日语：太田愛）
- 監督：小中和哉（日语：小中和哉）、根本実樹（日语：根本実樹）、北浦嗣巳（日语：北浦嗣巳）、阿部雄一（日语：阿部雄一）、八木毅（日语：八木毅）、小原直樹（日语：小原直樹）
- 特技監督：菊地雄一、北浦嗣巳、小中和哉、八木毅
- CGI連動製作：板野一郎
- 角色設計：丸山浩、酉澤安施
- 武器項目設計：プレックス
- 物品製作：ヒルマモデルクラフト
- 光學動畫：日本エフェクトセンター
- 音響効果：スワラプロダクション
- 造型：開米プロダクション
- 操演：亀甲船
- 装飾：山崎美術
- 工作室：東宝ビルト
- 機材協力：銀座サクラヤ、松下電器産業
- 制作協力：電通
- 製作：中部日本放送、圓谷製作

### 戲服演員
- 超人力霸王納克斯、超人力霸王諾亞：寺井大介
- 超人力霸王納克斯、黑暗浮士德、暗黑梅菲斯特、黑暗扎基：岩田栄慶
- 黑暗浮士德、暗黑梅菲斯特二代：山本諭
- 異生獸：永田朋裕、横尾和則、田辺信彦、相馬絢也

## 其他相關媒體

### 漫畫
當時配合首播期間，講談社曾於兒少向雜誌《電視君》（てれびくん）刊物上連載漫畫版，於2004年12月號—2005年8月號連載。選用的執筆作家方面，則由椎名高志擔當。

### 小說
『N THE OTHER』
長谷川圭一撰寫，西澤安施負責插畫的小說系列。於『超人力霸王THE NEXT』DVD掲載的短編小説。
「ACT-1 来訪者 ビジター」
1991年美國的科羅拉多州，從山岡一（石堀光彥）的角度描述來訪者與超能力者「海本隼人」交流的始末。
「ACT-2 深淵 アビス」
2004年的東京新宿。從有働貴文的角度描述過去與水原沙羅的關係以及被藍色發光體「BLUE」衝撞的始末。
「ACT-3 復活 レザレクション」
2009年的TLT北美本部。從水原沙羅的角度描述『超人力霸王THE NEXT』和『納克斯』這五年期間發生的事件。
『再臨 -ドリームス-』
於『超人力霸王納克斯  TV COMPLETE DVD-BOX』掲載的短編小説。長谷川圭一撰寫的後日談。
描述與黑暗扎基對決的3年後，孤門和西條面對新敵人黑暗路西法的故事。</ref>

## 海外播放

### 台灣
台灣八大戲劇台曾於2006年6月29日至同年8月18日期間每週一至五下午6時首播國語配音版，並於隔天上午7時重播。

### 香港
香港無線翡翠台曾於2007年播出粵語配音版。

## 外部連結
- CBC官方网站 （页面存档备份，存于）
- 圓谷官方网站 （页面存档备份，存于）